# گودرون بکمن
گودرون بکمن (آلمانی: Gudrun Beckmann؛ زادهٔ ۱۷ اوت ۱۹۵۵) شناگر اهل آلمان بود.
وی در مسابقات کشوری و بین‌المللی در مجموع برندهٔ ۱ مدال نقره، ۴ مدال برنز شده‌است.